# Алексеево (Смоленская область)
Алексе́ево    — деревня  в  Смоленской области России,  в Глинковском районе. Население – 20 жителей (2007 год)  .  Расположена в центральной части области  в 9 км к северо-западу от села Глинка,  в 20 км севернее автодороги Р96 Новоалександровский(А101)- Спас-Деменск — Ельня — Починок.  В 4 км юго-западнее деревни железнодорожная станция Добромино на линии Смоленск  - Сухиничи. Входит в состав Доброминского сельского поселения.  

## История
В годы Великой Отечественной войны деревня была оккупирована гитлеровскими войсками в июле 1941 года, освобождена в ходе Ельнинско-Дорогобужской операции в 1943 году.